# Julie Ewa
Julie Ewa est une romancière française, auteure de romans policiers, née le 16 juin 1991 à Altkirch.

## Biographie
Julie Ewa a suivi des études de philosophie - titulaire d'un master en 2014 - et publié dès 2012 son premier roman, Le Bras du diable, signé sous son vrai nom, distingué la même année par le grand prix VSD du polar.
Éducatrice spécialisée dans la protection de l'enfance,, elle a créé en Indonésie l'association Kolibri (renommée Shama en 2023) qui a pour but l'accompagnement des enfants défavorisés.

## Publications
- Le Bras du diable, Les Nouveaux Auteurs, 2012 ; Pocket, 2013
- Les Petites Filles, Albin Michel, 2016
- Le Gamin des ordures, Albin Michel, 2019 ; Le Livre de poche (sous le titre Le Gamin disparu), 2021
- Jungle pourpre, Albin Michel, 2022
- Liberté, ma dernière frontière, témoignage coécrit avec Zazai, L'Archipel, 2023

### Nouvelle
- Nuit d'acide, dans Regarder le noir, anthologie sous la direction d'Yvan Fauth. Paris : Belfond, 06/2020, p. 33-59.  (ISBN 978-2-7144-9345-3)

## Récompenses
- Grand prix VSD du polar 2012 pour Le Bras du diable
- Prix du polar historique 2016 pour Les Petites Filles[6]
- Prix Sang d'encre des lycéens 2016 pour Les Petites Filles[7]
- Prix Plaidoiries pour un polar 2019 pour Le Gamin des ordures[8]